# Gretha Smit

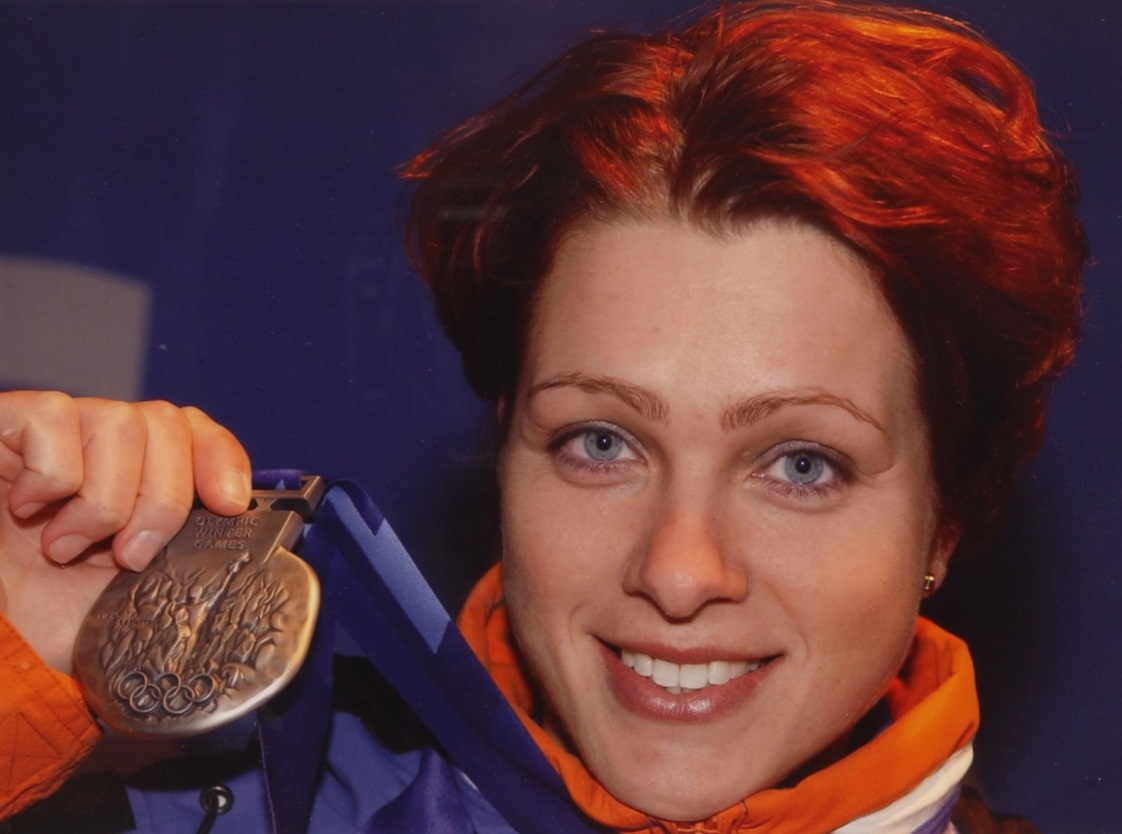
Smit (Olympische Winterspiele 2002)

Gretha Smit (* 20. Januar 1976 in Rouveen, Staphorst) ist eine niederländische Eisschnellläuferin.
Ihren Durchbruch erzielte sie bei der Elfstedentocht 1997, als sie Platz 2 hinter Klasina Seinstra belegte.
Schon bei den Olympischen Spielen 2002 in Salt Lake City gewann sie über 5000 Meter die Silbermedaille. Die dann folgenden Jahre 2003 und 2004 waren gleichzeitig ihre erfolgreichsten. 2003 belegte sie bei den Weltmeisterschaften über 3000 Meter und 5000 Meter jeweils den 3. Platz. Ein Jahr später reichte es über die gleichen Strecken dann jeweils zur Silbermedaille.
Dazu gewann sie noch vier niederländische Meisterschaften.